# 沃蒂尼亚斯科
沃蒂尼亚斯科（義大利語：Vottignasco），是意大利库内奥省的一个市镇。总面积8平方公里，人口548人，人口密度68.5人/平方公里（2009年）。ISTAT代码为004250。